# Astragalus fangensis
Astragalus fangensis es una especie de planta del género Astragalus, de la familia de las leguminosas, orden Fabales.

## Distribución
Astragalus fangensis es una especie nativa de China (Hubei).

## Taxonomía
Fue descrita científicamente por N. D. Simpson. Fue publicado en Notes from the Royal Botanic Garden, Edinburgh. 8: 242 (1915).